# Dodge Powerbox
De Dodge Powerbox was een conceptauto van het vroegere DaimlerChrysler onder diens Amerikaanse merknaam Dodge. De auto werd voorgesteld op het autosalon van New York in 2001. Het ging om een soort hybride sports utility vehicle met een V6 op gecompresseerd aardgas (cng) en een additionele elektromotor van Siemens. Hiermee is de Powerbox 60% zuiniger dan een conventionele SUV als de Dodge Durango maar levert hij dezelfde prestaties. De elektromotor van 70 pk assisteert op de voorwielen en zorgt voor een snellere acceleratie. Ook wordt er remenergie voor opgevangen. Om gewicht te besparen werd het koestwerk gemaakt van thermoplast. Uit de Powerbox zijn uiteindelijk de hybrideversies van de Dodge Durango en de Dodge Ram voortgekomen.